# Ägyptische Sozialdemokratische Partei
Die Ägyptische Sozialdemokratische Partei (arabisch الحزب المصرى الديمقراطى الاجتماعى, DMG al-Ḥizb al-Maṣrī al-Dimuqrāṭī al-Iǧtimāʿī) ist eine linksliberale politische Partei in Ägypten. Sie ist Konsultativmitglied der Sozialistischen Internationale und Beobachter der Sozialdemokratischen Partei Europas.

## Geschichte
Die Partei wurde nach der Revolution von 2011 durch den Zusammenschluss zweier liberaler Parteien, der Ägyptischen Demokratischen Partei und der Liberalen Ägyptischen Partei am 29. März 2011, gegründet. Die wichtigsten Gründungsmitglieder waren der Medizinprofessor Mohamed Abou El-Ghar, der Filmemacher Daoud Abdel Sayed, der Aktivist Amr Hamzawy und Mervat Tallawy, die ehemalige UNO-Untergeneralsekretärin und Exekutivsekretärin der Wirtschafts- und Sozialkommission für Westasien (ESCWA) sowie Hasim al-Beblawi. Allerdings trat Amr Hamzawy im April 2011 aus der Ägyptischen Sozialdemokratischen Partei aus, um am 28. Mai 2011 die Partei Freiheitliches Ägypten zu gründen.
An den Parlamentswahlen vom November 2011 und Januar 2012 nahm die SDP im Rahmen des Ägyptischen Blocks mit der Partei der Freien Ägypter (FEP) und der Tagammu teil. Der Block wurde mit insgesamt 8,9 % der Stimmen und 34 der 498 gewählten Sitze viertstärkste Kraft, davon gingen 16 Sitze an die SDP. Die anschließenden Wahlen zum Oberhaus (Schura) boykottierte die FEP, sodass der Ägyptische Block nur noch aus SDP und Tagammu bestand. Die beiden gewannen zusammen 8 der 180 gewählten Sitze.
Im November 2012 schloss sich die SDP mit anderen säkularen und liberalen Parteien zur Nationalen Heilsfront zusammen, um gegen die als zunehmend autoritär empfundene Herrschaft des Präsidenten Mohammed Mursi zu opponieren. Nach dem Militärputsch am 3. Juli 2013, der Mursi stürzte, wurde das SDP-Mitglied Hasim al-Beblawi zum Übergangs-Ministerpräsidenten ernannt.